# Samson Kiplangat Ngetich
Samson Kiplangat Ngetich (* 10. November 1986) ist ein ehemaliger kenianischer Leichtathlet (Mittelstreckenlauf) und Biathlet.
Samson Kiplangat Ngetich ist ein Bruder von Daniel Komen und war zunächst wie dieser Leichtathlet. Bei den Juniorenweltmeisterschaften 2001 in Debrecen wurde er über 1500 Meter Vierter, ein Jahr später in Kingston Zwölfter. Da sich die Entwicklung nicht stabilisierte, sondern sich die jährlichen Bestzeiten zwischen 2002 und 2004 stark verschlechterten, folgten seit 2005 keine internationalen Einsätze mehr. Gegen Ende des Jahrzehnts wechselte Ngetich zum Biathlonsport. Seine ersten internationalen Meisterschaften lief er im Rahmen der Sommerbiathlon-Europameisterschaften 2011 in Martell. Im Sprint belegte er den 25. Platz und traf bei zehn Schuss nur einmal. Ähnlich schlecht verlief das Verfolgungsrennen, bei dem der Kenianer nur einen von 20 Schuss traf und am Ende 26. wurde. Nach Eliyah Kiptoo und Titus Rotich im Vorjahr war er erst der dritte Kenianer, der an internationalen Biathlonmeisterschaften teilnahm.